# IC 5200
IC 5200 — галактика типу Sc (компактна спіральна галактика) у сузір'ї Тукан.
Цей об'єкт міститься в оригінальній редакції індексного каталогу.